# Coccocarpia microphyllina
Coccocarpia microphyllina är en lavart som beskrevs av Lücking & Aptroot. Coccocarpia microphyllina ingår i släktet Coccocarpia och familjen Coccocarpiaceae.   Inga underarter finns listade i Catalogue of Life.